# Conciliation médicamenteuse
La conciliation médicamenteuse est un processus qui vise à assurer la continuité des soins entre les différentes étapes de la prise en charge d'un patient. Elle consiste à établir une liste fiable et complète de tous les médicaments assimilés par le patient sur une période déterminée (généralement, la période précédant immédiatement la prise en charge actuelle). Cette liste est ensuite comparée au traitement actuel afin de repérer et corriger les divergences.

## Étymologie
Le mot conciliation vient du mot latin conciliō pour « concilier, faire agréer » ; le terme médicamenteuse vient du latin medicamentosus pour « Qui a la vertu d’un médicament ; à base de médicaments ».

## La conciliation médicamenteuse à l'hôpital

### Principe de la conciliation médicamenteuse à l'hôpital
Parmi les priorités des institutions de santé, on retrouve celle d'optimiser les parcours de soins des patients, de sorte que ceux-ci reçoivent les bons soins, de la part des professionnels appropriés, dans des structures adaptées et ce au bon moment, le tout au meilleur coût. L'un des objectifs d'un parcours de soins de qualité est d'assurer la continuité des soins entre les différentes étapes de prise en charge ; cela est d'autant plus vrai pour les patients âgés, ceux souffrant de maladies chroniques ou nécessitant des attentions particulières. En effet, le profil relativement sensible de ces patients oblige à porter une attention particulière en évitant toute rupture non-intentionnelle dans leur prise en charge. 
La conciliation médicamenteuse à l'hôpital va garantir cette continuité sur le traitement médicamenteux du patient aux étapes de transition Domicile/Structure → Hôpital (de l'extérieur vers l’hôpital), Hôpital → Hôpital (mouvements inter-services ou inter-hôpitaux) et Hôpital → Domicile/Structure (de l'hôpital vers l'extérieur). Ainsi, à chaque mouvement du patient, la conciliation visera à établir l'historique le plus complet et le plus fiable possible de tous les médicaments que prenait le patient avant d'entrer dans une nouvelle étape de soins. Cela concerne tous les médicaments prescrits, non-prescrits, et l'auto-médication. À l'hôpital, il pourra y avoir autant de conciliation qu'il y a de transferts entre les services. À noter que l'on retrouve généralement une conciliation à l'entrée et/ou à la sortie du patient de l'hôpital : on parle respectivement de conciliation d'entrée et de conciliation de sortie. Dans l'idéal, la conciliation d'entrée est réalisée dans les 48 heures qui suivent l'admission du patient dans l'hôpital / le service pour pouvoir réaliser le traitement d'hospitalisation définitif. La conciliation de sortie se fait le plus tard possible avant la sortie afin de disposer des informations les plus actuelles.
La conciliation est censée fournir aux acteurs de soins une représentation solide des substances assimilées par le patient dont ils ont la charge.

### La conciliation pour les personnes âgées

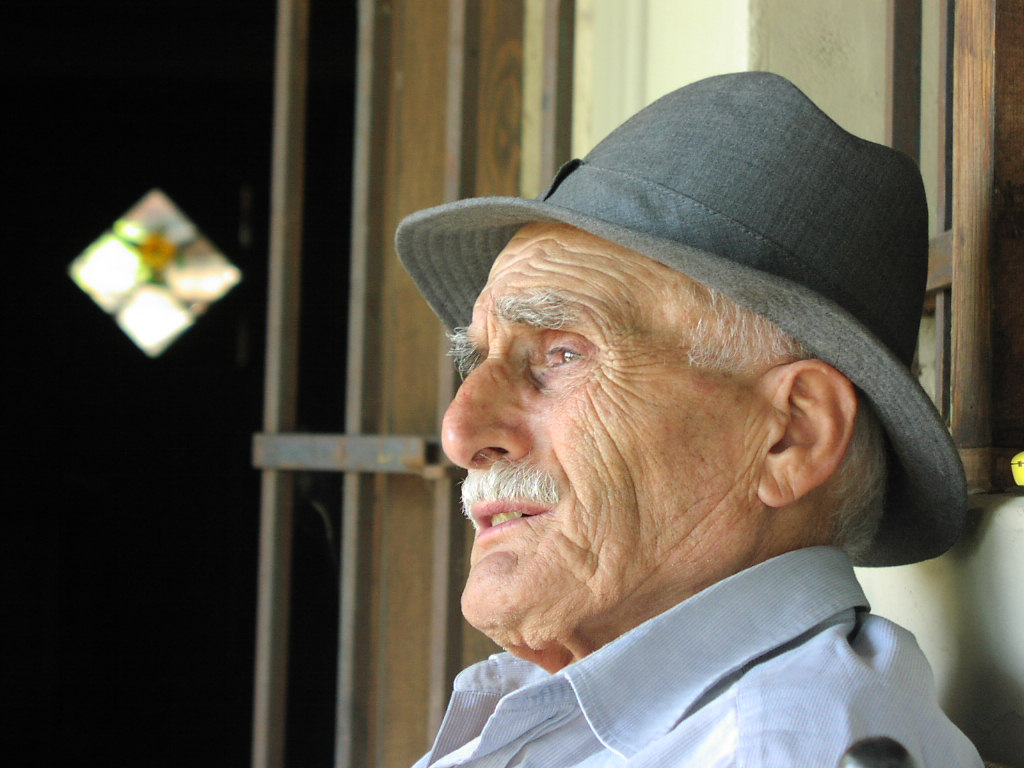
La population des personnes âgées est l'une des plus concernées par l'implémentation de la conciliation médicamenteuse à l'hôpital, ceux-ci ayant bien souvent une longue liste de médicaments à assimiler quotidiennement.

#### Consommation et iatrogénie médicamenteuse chez les personnes âgées
À partir de 70 ans, un patient prend, en moyenne, entre 4 et 8 médicaments différents par jour, ; ce chiffre monte jusqu'à 10 médicaments par jour pour les 80 ans et plus. En parallèle, on dénombre environ 150 000 hospitalisations, et entre 13 000 et 32 000 décès liés à un mauvais usage des médicaments en France et par an (e.g. interactions entre les médicaments (voir aussi : Iatrogénèse), sur-médication (voir aussi : Surconsommation de médicaments), mauvaise observance chez les patients (voir aussi : Observance thérapeutique)). Selon les études, de 30 % à 60 % des effets iatrogéniques pourraient ainsi être évités, notamment grâce à la conciliation médicamenteuse. En effet, en apportant une vision globale et fiable des médicaments ingérés par les patients, elle permet aux prescripteurs d'augmenter leur capacité à anticiper et éviter ces différents événement indésirables. 

#### Exemple de conciliation d'entrée et de sortie pour une personne âgée à l'hôpital
Prenons, à titre d'exemple, le cas d'une personne âgée devant être hospitalisée à la suite d'un événement aigu (en opposition à un événement chronique). Dans la plupart des cas, cette personne passera par le service des urgences avant d'être hospitalisée dans un service de gériatrie. Dès son entrée, ce patient se verra prescrire un traitement d'admission. Ensuite, dans les 48 heures qui suivent son entrée, le personnel hospitalier cherchera à recueillir toutes les informations concernant le traitement que prenait le patient à domicile (la conciliation d'entrée). Pour cela, l'équipe peut :
- interroger le patient (si celui-ci ne présente pas de troubles cognitifs) ;
- consulter ses dernières ordonnances, ou sacs de médicaments s'ils sont disponibles ;
- interroger en ligne l'historique des remboursements disponible sur Ameli ;
- appeler le médecin traitant, voire les autres spécialistes en lien; et la pharmacie d'officine, ou utiliser une messagerie instantanée sécurisée type MSSanté ;
- interroger les « aidants », à savoir toutes les personnes impliquées dans la prise en charge du patient (ex. : famille, amis, infirmière à domicile, kinésithérapeute, assistante sociale) ;
- consulter le dossier médical de l'hôpital (quand il existe) ;
- consulter le dossier pharmaceutique (quand il existe) via la carte Vitale.

Une fois ce travail de recueil terminé, le prescripteur hospitalier est censé disposer d'une liste complète et fiable de tous les médicaments prescrits ou achetés ou pris par le patient avant son hospitalisation (on parle également du BMO (« bilan médicamenteux optimisé »)). Il comparera alors ce BMO avec le traitement d'admission afin d'identifier les éventuelles divergences et de les corriger. Le résultat de cette conciliation d'entrée est le traitement d'hospitalisation qui compilera le traitement à domicile et le traitement « spécifique » au motif d'hospitalisation.
- Une vraie conciliation devra pouvoir faire un retour conclusif (par messagerie électronique sécurisée) à tous les professionnels consultés, pour valider la conclusion et la décision proposée au service d'hospitalisation.

Ensuite, pour assurer la continuité des soins lors d'un transfert de services, il peut aussi y avoir une conciliation médicamenteuse, qui complète la continuité des soins obligatoire. Celle-ci permet aux services accueillant le patient d'être au fait de toutes les médications prescrites par le service précédent et d'établir sa propre prescription sur une base solide. 
Enfin, pour assurer la continuité des soins à la sortie de l'hôpital, il peut y avoir une conciliation de sortie. Celle-ci vise notamment à faire le bilan des médicaments administrés au patient durant son hospitalisation et à en communiquer la liste au médecin traitant ainsi qu'aux aidants et au patient. Le médecin traitant (voire le pharmacien d'officine) se verra remettre une lettre, en complément du courrier de sortie, lui expliquant les ajouts/suppressions/modifications et leurs justifications par rapport au traitement initial. Cette explication vise à améliorer la compréhension des professionnels de santé de ville quant aux modifications du traitement et, a fortiori, à améliorer "l'observance du médecin traitant" quant au nouveau traitement prescrit. De leur côté, le patient et, si nécessaire, les aidants, se verront expliquer les changements entre le traitement de sortie et l'ancien traitement pris au domicile, et les conséquences dans la préparation et/ou la prise du traitement à domicile. Cette explication vise à améliorer l'observance du patient vis-à-vis de son nouveau traitement. 
Dans certains services, il arrive qu'une étape supplémentaire de révision médicamenteuse ait lieu entre les conciliation d'entrée et de sortie. Ce processus vise à sécuriser et à optimiser le traitement du patient via une réunion pluridisciplinaire; si possible avec une conclusion partagée numériquement.

### En France

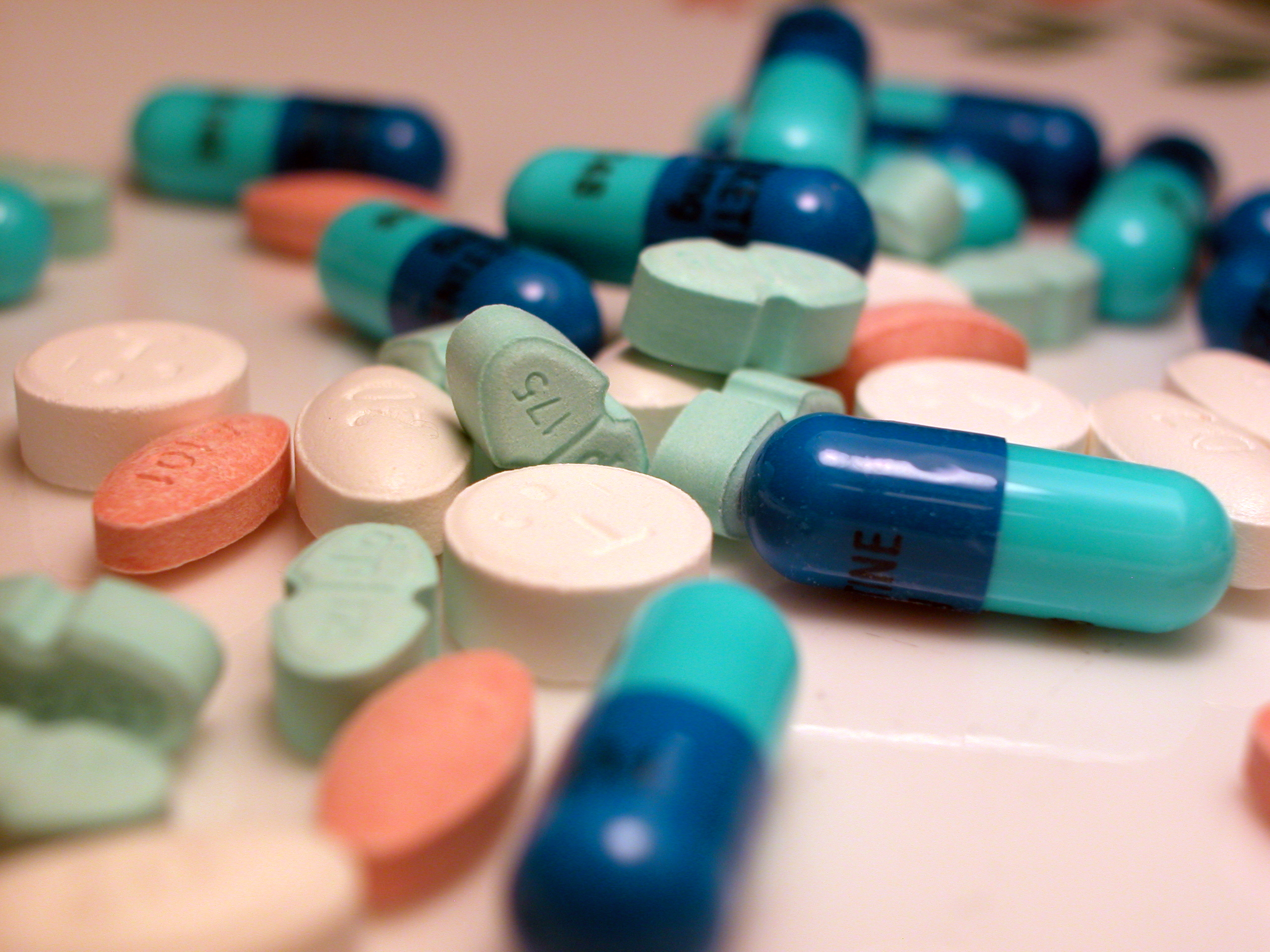
Les mauvais usages autour des médicaments sont à l'origine de milliers d'hospitalisations et de décès, dont 30 % à 60 % pourraient être évités.

En France, l'implémentation de la conciliation médicamenteuse à l'hôpital est relativement récente et peu répandue. En 2012, seuls 27 % des professionnels de la santé français (toutes professions confondues) avaient connaissance de l'existence de la conciliation médicamenteuse.

#### Projet MedRec
Dans le souci d'améliorer la sécurité des patients lors des prescriptions médicamenteuses aux différentes étapes de transitions de soins (e.g. à l'admission à l'hôpital ; lors d'un transfert entre deux services ; à la sortie du patient), la France s'est engagée en 2009 dans le projet High5s. Ce projet, lancé en 2006 et coordonné par la Joint Commission International, réunit aujourd'hui sept pays (l'Allemagne, l'Australie, les États-Unis, la France, les Pays-Bas, Singapour et la république de Trinidad et Tobago) autour de cinq axes de recherche. La France s'est, entre autres, engagée sur l'axe « La sécurité de la prescription médicamenteuse aux points de transition du parcours de soins», encore nommé "MedRec" ou "réconciliation médicamenteuse" ; c'est la HAS qui coordonne ce projet en France, en lien avec le Ministère de la santé. 
En tout, neuf établissements hospitaliers ont été associés au projet MedRec en France : le CHU de Nîmes, le CHU de Grenoble, le CHU de Strasbourg, Bichat - Groupe Hospitalier Hôpitaux Universitaire Paris Nord Val de Seine, le CHU de Bordeaux (entré octobre 2013), le CH de Saint Marcellin, le CH de Compiègne, le CH de Lunéville, le CH d’Aubusson, et le CH de Mont de Marsan (abandon en 2011).

#### Autres lieux d'implémentation
En plus des hôpitaux impliqués dans le projet MedRec, certains ont également décidé d'implémenter la conciliation médicamenteuse (et parfois la révision médicamenteuse également) dans certains de leurs services. C'est le cas du CHRU de Lille (dans le service de Médecine Aigüe Gériatrique), de l'hôpital Saint-Philibert - GHICL (pour les services de Médecine interne et de SSR (Soins de suite et de réadaptation)), du CH de Denain, du CH de Valenciennes ou encore le CHU de Nîmes (liste non exhaustive).

### À l'étranger
La conciliation médicamenteuse est plus répandue dans les pays anglo-saxons (e.g. Canada, États-Unis, Australie, Royaume-Uni) où son implémentation à l'hôpital est même parfois obligatoire.

## Voir
- Erreur médicale
- EIAS